# 科洛佳日內 (波爾塔瓦區)
科洛佳日内（烏克蘭語：Колодяжне），是烏克蘭中部波爾塔瓦州波爾塔瓦區比利基市镇的村落，處於沃夫恰河右岸，分別距離新烏克蘭2公里和貝雷日尼夫卡0.5公里，海拔高度80米，2001年人口181。